# 댄저러스 (영화)
댄저러스(Dangerous)는 미국에서 제작된 알프레드 E. 그린 감독의 1935년 드라마 영화이다. 베티 데이비스 등이 주연으로 출연하였다.

## 출연

### 주연
- 베티 데이비스
- 프랑코트 톤

### 조연
- 마가렛 린제이
- 알리슨 스킵워스
- 존 엘드레지
- 딕 포란
- 월터 워커
- 리처드 칼
- 조지 어빙
- 피에르 왓킨
- 더글러스 우드
- 윌리엄 B. 데이비슨

## 제작진
- 미술: 휴 레틱커
- 의상: 오리 켈리